# Canon Yaoundé
El Canón Yaoundé es un club de fútbol de Camerún de la ciudad de Yaundé. Fue fundado en 1930 y juega en la Primera División de Camerún. Ha ganado diez campeonatos en Primera División siendo el segundo que más títulos tiene ya que el primero es el Cotonsport Garoua con dieciocho. También ha ganado once copas de Camerún seguido por Unión Douala.
A nivel internacional ha conseguido tres títulos de la Liga de Campeones de la CAF y una Recopa Africana. En los años 1980 fue base de la Selección de fútbol de Camerún.

## Historia
El club se fundó debido a que el 11 de noviembre de 1930 se realizó el día de la festividad francesa en Duala y el gobernador ordenó hacer un partido en la capital política Yaundé, pero debido a que solo existía el Étoile Indigène, entonces se vio la necesidad de crear al Canon Yaoundé (Cañón Yaoundé). En 1960 cuando se declaró la Independencia de Camerún, se creó la Asociación Camerunesa de Fútbol que se afilió a la CAF.

### Los títulos
El equipo denominado Kpa-Kum se coronó campeón de Camerún en la temporada 1970, esto le dio derecho a disputar la Copa Africana de Clubes Campeones en 1971.En la temporada 1974 ganó su segundo título en esa temporada. El tercer título llegaría en 1977 lo que le dio un tiquete a la Copa Africana de Clubes de 1978. Ganó el bicampeonato en las temporadas 1979 y 1980, la de 1979 le dio cupo a la Copa Africana de Clubes de 1980 que fue ganada por el club posteriormente. El sexto título llegó en 1982 y vuelve a ganar un bicampeonato esta vez en las temporadas 1985 y 1986. El noveno título llegó en 1991 y el más reciente en 2002 cortando un anti-record de 11 años sin títulos.
Su primer título en la Copa Camerún lo consiguió en el año 1957 antes de la independencia y después de ese hecho ganó en 1967 su segunda copa frente al PWD Bamenda al que le ganó por la mínima diferencia. La tercera copa la ganaron en 1973 contra el Diamant Yaoundé, partido que ganaron 5:2. Luego llegó el tetracampeonato en las temporadas 1975, 1976, 1977 y 1978. El octavo título lo lograron en 1983 al ganarle 3:2 al Unión Douala. El más reciente lo logró en 1999 derrotando al Cotonsport Garoua.

#### Copa Africana de Clubes1971
En primera fase se enfrentó al AS Solidarité de Gabón superándolo 7:3 en la ida y 2:1 en la vuelta para un global de 9:4. En la segunda fase se enfrentó al AS Vita Club de Zaire donde fue derrotado en la ida 0:2 pero ganó en la vuelta 3:1 lo que forzó a una definición por penales la cual ganó 3:4. Los cuartos de final los disputó con el Dynamic Togolais de Togo el cual superó 6:4 en el global. En semifinales jugó con el ASEC, con el cual perdió en la ida 2:1 pero le ganó en la vuelta 4:1 lo que le dio derecho para jugar la final de la copa. Asante Kotoko de Ghana fue su rival en la final, los resultados no fueron los mejores en la ida en la cual perdió 0:3 pero en la vuelta ganó 2:0 lo que forzó a un partido extra porque igualaron en puntos (El gol diferencias no era válido en la final). En ese partido los brasileños de África ganaron por la mínima diferencia y se coronaron campeones de la Copa África de Clubes 1971.

#### Liga de ganadores de copa 1977
Los cañoneros sumaron un título más con esta copa internacional. Pasaron de primera ronda por W. O. debido a que el Red Star no se presentó. En segunda fase enfrentaron al Sporting Clube Bissau al cual superaron ampliamente al ganarle 11:1. Para los cuartos de final se enfrentaron con el Kadiogo, perdieron 1:2 en la ida pero ganaron 4:1 en la vuelta para un global de 5:3. En semifinales enfrentó a Al-Ittihad, el cual superó 2:1 clasificó a la final. Enugu Rangers de Nigeria fue su rival en la final la cual ganó 4:1 en la ida y empató 1:1 en la vuelta para un global de 5:2 y se coronó campeón de este torneo internacional.

#### Copa Africana de Clubes1978
Empezaron desde la segunda ronda enfrentando al Al-Merreikh de Sudán ganándole 2:0 en Camerún y perdiendo 2:1 en Sudán para un global que favoreció a los cañoneros 3:2. En cuartos de final se enfrentó al Green Buffaloes de Zambia ganándole 2:0 en la ida y empatando 1:1 en la vuelta para un 3:1 global. En la semifinal jugó con el Enugu Rangers de Nigeria con el que empataron a cero en los dos partidos y se fueron a una definición por penales la cual ganaron los cameruneses 6-5. Hafia Conakry de Guinea fue su rival en la final. La ida se disputó el 3 de diciembre en Guinea, partido que finalizó 0:0. La vuelta se disputó el 17 de diciembre la cual ganó el Canon 2-0 y se alzó con su tercera copa internacional.

#### Liga de ganadores de copa 1979
En la primera ronda se enfrentaron al Deportivo Mongomo superándolo ampliamente en el global 8-2. En la segunda ronda jugó con el Wallidan de Gambia al cual le ganó en la ida 2:1 y en la vuelta 1:0 para un global de 3:1. En los cuartos de final jugó con el AS Vita Club de Zaire perdiendo 3:1 en la ida pero ganando ampliamente en la vuelta 6-1 para un global de 7:4. En la semifinal se enfrentó al Bendel Insurance de Nigeria superándolo 1:0 en la ida y empatando 0:0 en la vuelta y así paso a la gran final. Gor Mahia de Kenia fue su rival. En la ida jugada el 25 de noviembre ganó 2:0 como visitante y en la vuelta disputada el 9 de diciembre ganó 6:0 para un global de 8:0 y así se coronó por segunda vez en este torneo internacional.

#### Copa Africana de Clubes1980
En primera fase enfrentaron al Primeiro de Agosto de Angola superándolo 3:0 en la ida y 4:3 en la vuelta para un global de 7:3. En segunda ronda enfrentó al Silures ganándole 1:0 en la ida y 2:0 en la vuelta para un global de 3:0 lo que le dio derecho a jugar los cuartos de final donde se enfrentó al MP Algiers de Argelia ganando en Camerún 2:0 y perdiendo en Argelia 1:3 para un global de 3:3 pero que favoreció al Canon por la Regla del gol de visitante. En semifinales enfrentó al Bendel Insurance de Nigeria empatando 0:0 en la ida pero ganando 4:2 en la vuelta lo que le adjudicó un cupo para la final que jugó con el AS Bilima de Zaire; el partido de ida se disputó el 30 de noviembre en Camerún donde empataron 2:2 y el partido de vuelta se disputó el 14 de diciembre donde los cañoneros ganaron 3:0. El global terminó 5:2 y Canon ganó su tercera Copa Africana y su quinto título internacional.

### 2000-presente
Después de haber ganado el título en el 2002 el club entró en una crisis económica, administrativa y deportiva. Luego de veinte años el presidente de la institución renunció y se delego a un grupo denominado los Kpa-Kum para preparar al equipo de cara a la temporada 2009-10.

## Uniforme
- Uniforme titular: Camiseta verde, pantalón rojo, medias rojas.

## Estadio
El estadio está ubicado en Yaoundé y fue inaugurado en 1972. En 1988 el exfutbolista camerunés Roger Milla realizó su despedida en este estadio. En 2007 es remodelado y ampliado para albergar a más 38.000 espectadores. Además este estadio es sede de la Selección de fútbol de Camerún.

## Datos del club
(Actualizado a la Temporada 2021-22).
- Temporadas en Primera División: 62.
- Temporadas en Segunda División: 0.

### Estadísticas en competiciones internacionales

#### Por competición
Nota: En negrita competiciones activas.
| Competición                         | Temp. | PJ  | PG | PE | PP | GF  | GC  | Dif. | Puntos | Títulos | Subtítulos |
| ----------------------------------- | ----- | --- | -- | -- | -- | --- | --- | ---- | ------ | ------- | ---------- |
| Liga de Campeones de la CAF         | 13    | 79  | 40 | 17 | 22 | 120 | 86  | +34  | 137    | 3       | –          |
| Recopa Africana                     | 7     | 52  | 32 | 8  | 12 | 97  | 43  | +54  | 104    | 1       | 3          |
| Copa Confederación de la CAF        | 1     | 2   | 0  | 1  | 1  | 1   | 3   | -2   | 1      | –       | –          |
| Copa CAF                            | 2     | 12  | 4  | 7  | 1  | 10  | 5   | +5   | 19     | –       | –          |
| Total                               | 23    | 145 | 76 | 33 | 36 | 228 | 137 | +91  | 261    | 4       | 3          |
| Actualizado a la Temporada 2021-22. |       |     |    |    |    |     |     |      |        |         |            |

#### Participaciones
- Liga de Campeones de la CAF (13): 1971, 1972, 1978, 1980, 1981, 1983, 1986, 1987, 1992, 2003, 2004, 2007, 2009.
- Recopa Africana (7): 1976, 1977, 1979, 1984, 1994, 1996, 2000.
- Copa CAF (2): 1993, 1999.
- Copa Confederación de la CAF (1): 2004.

## Jugadores
Los cañoneros tuvieron una generación importantes de futbolistas que fueron base de la Selección de fútbol de Camerún que participó por primera vez en una copa mundial al jugar la Copa Mundial de Fútbol de 1982 y de la Copa Africana de Naciones 1984 la cual ganó Camerún.
Actualizado el 7 de octubre de 2014.

## Palmarés

### Torneos nacionales
- Elite One (10): 1970, 1974, 1977, 1979, 1980, 1982, 1985, 1986, 1991 y 2002.[1]
- Copa de Camerún (12): 1957, 1967, 1973, 1975, 1976, 1977, 1978, 1983, 1986, 1993, 1995 y 1999.[2]
- Subcampeón de la Copa Camerún (5): 1960, 1974, 1980, 1985 y 1998.[2]

### Torneos internacionales (4)
- Liga de Campeones de la CAF (3): 1971, 1978, 1980[3]
- Recopa Africana (1): 1979[3]

- Subcampeón de la Recopa Africana (3): 1977, 1984, 2000.